# Valerio Mastandrea
Valerio Mastandrea, född 14 februari 1972 i Rom, är en italiensk skådespelare och manusförfattare.

## Utmärkelser
Mastandrea har bland annat vunnit två David di Donatello för bästa manliga huvudroll.

## Roller i urval
- 2006 – Kajmanen - B-filmarens revansch
- 2009 – Nine
- 2010 – La prima cosa bella
- 2012 – Gli equilibristi
- 2013 – Viva la libertà
- 2016 – Fiore
- 2016 – Vad döljer du för mig?
- 2023 – Det finns alltid en morgondag
- 2023 – Självmord med ångervecka – Den första dagen av mitt liv
- 2024 – La Storia – ett krigsöde (TV-serie) (8 avsnitt)